# Saint-Martin-Petit
Saint-Martin-Petit är en kommun i departementet Lot-et-Garonne i regionen Nouvelle-Aquitaine i sydvästra Frankrike. Kommunen ligger i kantonen Marmande-Ouest som tillhör arrondissementet Marmande. År 2022 hade Saint-Martin-Petit 624 invånare.

## Befolkningsutveckling
Antalet invånare i kommunen Saint-Martin-Petit
| Referens: INSEE |